# Aphelandra botanodes
Aphelandra botanodes är en akantusväxtart som beskrevs av Emery Clarence Leonard. Aphelandra botanodes ingår i släktet Aphelandra och familjen akantusväxter. Inga underarter finns listade i Catalogue of Life.